# Mary W. Marzke
Mary Walpole Marzke (* 29. Mai 1937 in Oakland, Kalifornien; † 3. September 2020) war eine US-amerikanische Anthropologin und zuletzt bis 2005 Professorin für Anthropologie an der Arizona State University. In einem Nachruf wurde sie als „ein Pionier und Innovator in der Erforschung der Evolution der menschlichen Hand“ gewürdigt.

## Leben
Mary Marzke wuchs als Tochter von Ronald und Doris Walpole in der kalifornischen Kleinstadt Carmel-by-the-Sea auf. Ihre Eltern waren eng befreundet mit Theodore D. McCown, einem in Fachkreisen international bekannten Paläoanthropologen und Hochschullehrer an der University of California, Berkeley. Zahlreiche Gespräche mit ihm führten dazu, dass Marzke nach Abschluss der Schulausbildung in Berkeley Anthropologie studierte und 1959 das Grundstudium mit dem Bachelor-Grad abschloss; damals waren nur 1 bis 2 Prozent Frauen unter den Studierenden. Es folgte im gleichen Jahr ein Umzug nach New York City und 1961 der Erwerb des Master-Grads am Barnard College der Columbia University, das bis 1983 ein College für Studentinnen war, während Studenten am Columbia College graduierten.
1959 lernte Mary Marzke in New York ihren späteren Ehemann Robert Marzke kennen, der 1960 an der Columbia University eine Dissertation im Fachgebiet Physik begann. Um ihm gegenüber nicht ins Hintertreffen zu geraten, ging sie zurück an die University of California und begann 1961 ebenfalls eine Dissertation, angeleitet vom Anthropologen Sherwood L. Washburn, der als „Vater der modernen Primatenforschung“ gilt. 1962 heirateten Mary und Robert in Berkeley, wohnten aber gemeinsam in New York, wo Mary für ihre Dissertation die umfangreichen Sammlungen menschlicher und nicht-menschlicher Primaten im American Museum of Natural History untersuchte. 1964 erwarb sie schließlich in Berkeley den Doktorgrad mit ihrer Studie über Die Evolution der menschlichen Hand. Zwei Jahre später erwarb auch Robert Marzke seinen Doktorgrad.
Von 1963 bis 1965 war Mary Marzke am Hunter College der City University of New York als Lecturer beschäftigt, 1966 wechselten beide nach North Carolina, wo Robert von 1966 bis 1969 an der University of North Carolina at Chapel Hill eine Postdoc-Stelle angenommen hatte. Mary wurde von 1967 bis 1969 auch hier als Lecturer für Anthropologie beschäftigt. 1970 wurde Robert Marzke eine Festanstellung als Physiker an der Arizona State University angeboten, weswegen beide – mit ihren drei Kleinkindern – nach Tempe (Arizona) übersiedelten. Obwohl Mary während der für sie nun folgenden Familienphase keiner weiteren regulären Beschäftigung nachging, verfolgte sie weiterhin die anthropologische Fachliteratur und publizierte 1971 eine erste Zusammenfassung ihrer Dissertation in einer Fachzeitschrift. Wie bereits in ihrer Doktorarbeit leitete sie von den anatomischen Gegebenheiten der zahlreichen Primaten-Arten ab, dass die frühen Vorfahren des Menschen ihre Hände in ähnlicher Weise wie die heute lebenden Menschenaffen dazu benutzten konnten, um an Bäumen zu hangeln und mit ihnen – auf dem Boden – ihren Körper auf der Rückseite der gebeugten Finger abstützen konnten.
Ab 1976/77 knüpfte sie an ihre frühere akademische Tätigkeit an, indem sie an der Arizona State University zunächst als stellvertretender Assistant Professor und ab 1978 als Außerordentlicher Gastprofessor (Adjunct Visiting Professor) lehrte, gefolgt von einer Teilzeit-Festanstellung als Assistant Professor (1982 bis 1989). 1989 wurde sie als Assistant Professor in Vollzeit angestellt und 1992 zum Associate Professor befördert. Von 1998 bis zur Pensionierung im Jahr 2005 war sie schließlich ordentliche Professorin für Anthropologie an der Arizona State University. Von 1986 bis 1995 war sie zudem als Anatom der Primate Foundation of Arizona tätig. Ihr Ehemann wurde Professor für Physik an der Arizona State University.

## Ehrungen
- Ehrenmitglied der American Society for Surgery of the Hand[1]
- 1992: Mitglied der American Association for the Advancement of Science[1]
- 2024: Band 183, Nr. 3 der Fachzeitschrift American Journal of Biological Anthropology erscheint als Sonderheft „in Honor of the Life and Scientific Contributions of Professor Mary Marzke“[6]

## Schriften (Auswahl)
- Upper-Limb Evolution and Development. In: The Journal of Bone & Joint Surgery. Band 91 (Supplement 4), 2009, S. 26–30, doi:10.2106/JBJS.I.00102.
- mit Matthew W. Tocheri, Caley M. Orr und Marc C. Jacofsky: The evolutionary history of the hominin hand since the last common ancestor of Pan and Homo. In: Journal of Anatomy. Band 212, Nr. 4, 2008, S. 544–562, doi:10.1111/j.1469-7580.2008.00865.x.
- mit Robert F. Marzke: Evolution of the human hand: approaches to acquiring, analysing and interpreting the anatomical evidence. Review in: The Journal of Anatomy. Band 197, Nr. 1, 2000, S. 121–140, doi:10.1046/j.1469-7580.2000.19710121.x, Volltext.
- Mary W. Marzke et al.: Chimpanzee thumb muscle cross sections, moment arms and potential torques, and comparisons with humans. In: American Journal of Physical Anatomy. Band 110, Nr. 2, 1999, S. 163–178, doi:10.1002/(SICI)1096-8644(199910)110:2<163::AID-AJPA4>3.0.CO;2-A.
- Precision grips, hand morphology, and tools. In: American Journal of Physical Anthropology. Band 102, Nr. 1, 1997, S. 91–110, doi:10.1002/(SICI)1096-8644(199701)102:1<91::AID-AJPA8>3.0.CO;2-G.
- mit Kathryn L. Wullstein: Chimpanzee and human grips: A new classification with a focus on evolutionary morphology. In: International Journal of Primatology. Band 17, 1996, S. 117–139, doi:10.1007/BF02696162.
- mit Julie M. Longhill und Stanley A. Rasmussen: Gluteus maximus muscle function and the origin of hominid bipedality. In: American Journal of Physical Anthropology. Band 77, Nr. 4, 1988, S. 519–528, doi:10.1002/ajpa.1330770412.
- mit M. Steven Shackley: Hominid hand use in the pliocene and pleistocene: Evidence from experimental archaeology and comparative morphology. In: Journal of Human Evolution. Band 15, Nr. 6, 1986, S. 439–460, doi:10.1016/S0047-2484(86)80027-6.
- mit Charles F. Merbs: Evidence of Hypertrophic Pulmonary Osteoarthropathy in a Chimpanzee, Pan troglodytes. In: Journal of Medical Primatology. Band 13, Nr. 3, 1984, S. 135–145, doi:10.1111/j.1600-0684.1984.tb00123.x.
- Joint functions and grips of the Australopithecus afarensis hand, with special reference to the region of the capitate. In: Journal of Human Evolution. Band 12, Nr. 2, 1983, S. 197–211, doi:10.1016/S0047-2484(83)80025-6.

## Belege
1. 1 2 3 4  Caley M. Orr, Tracy L. Kivell und Matthew W. Tocheri: Mary Marzke, PhD: A pioneer and innovator in the study of the evolution of the human hand. In: American Journal of Biological Anthropology. Band 183, Nr. 3, 2024, e24892, doi:10.1002/ajpa.24892.
2. ↑  Sherwood L. Washburn, father of modern primatology and UC Berkeley professor of anthropology emeritus, dies at age 88. Auf: berkeley.edu vom 17. April 2000.
3. ↑  Mary W. Marzke: Evolution of the human hand. PhD Dissertation, University of California Berkeley, 1965.
4. ↑  Mary Walpole Marzke: Origin of the human hand. In: American Journal of Physical Anthropology. Band 34, Nr. 1, 1971, S. 61–84, doi:10.1002/ajpa.1330340106.
5. ↑  Webseiten von Robert Marzke auf dem Server der Arizona State University.
6. ↑  Themenübersicht des Sonderheftes von American Journal of Biological Anthropology

| Personendaten    | Personendaten                                                                       |
| ---------------- | ----------------------------------------------------------------------------------- |
| NAME             | Marzke, Mary W.                                                                     |
| ALTERNATIVNAMEN  | Marzke, Mary; Marzke, Mary Walpole (vollständiger Name)                             |
| KURZBESCHREIBUNG | US-amerikanische Anthropologin und Expertin für die Evolution der Hand des Menschen |
| GEBURTSDATUM     | 29. Mai 1937                                                                        |
| GEBURTSORT       | Oakland, Kalifornien                                                                |
| STERBEDATUM      | 3. September 2020                                                                   |